# 諾布爾鎮區 (密歇根州)
諾布爾鎮區（英語：Noble Township）是位於美國密歇根州布蘭奇縣的一個行政鎮區。

## 地方資料
諾布爾鎮區的面積為55.30平方千米，當中陸地面積為54.30平方千米，而水域面積為1.00平方千米。根據2020年美國人口普查的數據，當地共有人口458人，而人口密度為每平方千米8.28人。